# Ceny Sdružení filmových a televizních herců za nejlepší obsazení (drama)
Ceny Sdružení filmových a televizních herců za nejlepší obsazení v dramatickém seriálu každoročně uděluje Americký odborový svaz herců a televizních a rozhlasových umělců (SAG-AFTRA).

## Vítězové a nominovaní

### 1994–1999
| Rok       | Seriál                 | Členové obsazení |
| --------- | ---------------------- | --- |
| 1994 (1.) | Policie New York       | Gordon Clapp, Dennis Franz, Sharon Lawrence, James McDaniel, Gail O'Grady, Jimmy Smits, Nicholas Turturro |
| 1994 (1.) | Nemocnice Chicago Hope | Adam Arkin, Hector Elizondo, Thomas Gibson, Roxanne Hart, Peter MacNicol, E.G. Marshall, Mandy Patinkin |
| 1994 (1.) | Pohotovost             | George Clooney, Anthony Edwards, Eriq La Salle, Julianna Margulies, Sherry Stringfield, Noah Wyle |
| 1994 (1.) | Zákon a pořádek        | Jill Hennessy, Steven Hill, S. Epatha Merkerson, Chris Noth, Jerry Orbach, Sam Waterston |
| 1994 (1.) | Picket Fences          | Kathy Baker, Don Cheadle, Holly Marie Combsová, Kelly Connell, Robert Cornthwaite, Fyvush Finkel, Lauren Holly, Costas Mandylor, Justin Shenkarow, Tom Skerritt, Leigh Taylor-Young, Ray Walston, Adam Wylie |
| 1995 (2.) | Pohotovost             | George Clooney, Anthony Edwards, Eriq La Salle, Julianna Margulies, Gloria Reuben, Sherry Stringfield, Noah Wyle                                                                                             |
| 1995 (2.) | Nemocnice Chicago Hope | Adam Arkin, Peter Berg, Jayne Brook, Vondie Curtis-Hall, Hector Elizondo, Thomas Gibson, Roxanne Hart, Christine Lahti, Peter MacNicol, Mandy Patinkin, Jamey Sheridan                                       |
| 1995 (2.) | Zákon a pořádek        | Benjamin Bratt, Jill Hennessy, Steven Hill, S. Epatha Merkerson, Chris Noth, Jerry Orbach, Sam Waterston |
| 1995 (2.) | Policie New York       | Gordon Clapp, Kim Delaney, Dennis Franz, Sharon Lawrence, James McDaniel, Justine Miceli, Gail O'Grady, Jimmy Smits, Nicholas Turturro                                                                       |
| 1995 (2.) | Picket Fences          | Amy Aquino, Kathy Baker, Don Cheadle, Kelly Connell, Fyvush Finkel, Lauren Holly, Costas Mandylor, Marlee Matlinová, Justin Shenkarow, Tom Skerritt, Ray Walston, Adam Wylie                                 |
| 1996 (3.) | Pohotovost             | George Clooney, Anthony Edwards, Laura Innes, Eriq La Salle, Julianna Margulies, Gloria Reuben, Sherry Stringfield, Noah Wyle                                                                                |
| 1996 (3.) | Nemocnice Chicago Hope | Adam Arkin, Peter Berg, Jayne Brook, Rocky Carroll, Vondie Curtis-Hall, Hector Elizondo, Thomas Gibson, Mark Harmon, Christine Lahti, Jamey Sheridan                                                         |
| 1996 (3.) | Zákon a pořádek        | Benjamin Bratt, Steven Hill, Carey Lowellová, S. Epatha Merkerson, Jerry Orbach, Sam Waterston |
| 1996 (3.) | Policie New York       | Gordon Clapp, Kim Delaney, Dennis Franz, Sharon Lawrence, James McDaniel, Jimmy Smits, Nicholas Turturro |
| 1996 (3.) | Akta X                 | Gillian Andersonová, William B. Davis, David Duchovny, Mitch Pileggi, Steven Williams |
| 1997 (4.) | Pohotovost             | Maria Bellová, George Clooney, Anthony Edwards, Laura Innes, Alex Kingston, Eriq La Salle, Julianna Margulies, Gloria Reuben, Noah Wyle                                                                      |
| 1997 (4.) | Nemocnice Chicago Hope | Adam Arkin, Peter Berg, Jayne Brook, Rocky Carroll, Vondie Curtis-Hall, Stacy Edwards, Hector Elizondo, Mark Harmon, Christine Lahti                                                                         |
| 1997 (4.) | Zákon a pořádek        | Benjamin Bratt, Steven Hill, Carey Lowellová, S. Epatha Merkerson, Jerry Orbach, Sam Waterston |
| 1997 (4.) | Policie New York       | Gordon Clapp, Kim Delaney, Dennis Franz, James McDaniel, Jimmy Smits, Andrea Thompsonová, Nicholas Turturro                                                                                                  |
| 1997 (4.) | Akta X                 | Gillian Andersonová, William B. Davis, David Duchovny, Mitch Pileggi |
| 1998 (5.) | Pohotovost             | George Clooney, Anthony Edwards, Laura Innes, Alex Kingston, Eriq La Salle, Julianna Margulies, Kellie Martin, Paul McCrane, Gloria Reuben, Noah Wyle                                                        |
| 1998 (5.) | Zákon a pořádek        | Benjamin Bratt, Angie Harmon, Steven Hill, Carey Lowellová, S. Epatha Merkerson, Jerry Orbach, Sam Waterston                                                                                                 |
| 1998 (5.) | Policie New York       | Gordon Clapp, Kim Delaney, Dennis Franz, Sharon Lawrence, James McDaniel, Jimmy Smits, Andrea Thompsonová, Nicholas Turturro                                                                                 |
| 1998 (5.) | Advokáti               | Michael Badalucco, Lara Flynn Boyle, Lisa Gay Hamilton, Steve Harris, Camryn Manheim, Dylan McDermott, Marla Sokoloff, Kelli Williams                                                                        |
| 1998 (5.) | Akta X                 | Gillian Andersonová, William B. Davis, David Duchovny, Chris Owens, James Pickens Jr., Mitch Pileggi |
| 1999 (6.) | Rodina Sopránů         | Lorraine Bracco, Dominic Chianese, Edie Falco, James Gandolfini, Robert Iler, Michael Imperioli, Nancy Marchand, Vincent Pastore, Jamie-Lynn Sigler, Tony Sirico, Steve Van Zandt                            |
| 1999 (6.) | Pohotovost             | Anthony Edwards, Laura Innes, Alex Kingston, Eriq La Salle, Julianna Margulies, Kellie Martin, Paul McCrane, Michael Michele, Erik Palladino, Gloria Reuben, Goran Visnjic, Noah Wyle                        |
| 1999 (6.) | Zákon a pořádek        | Angie Harmon, Steven Hill, Jesse L. Martin, S. Epatha Merkerson, Jerry Orbach, Sam Waterston |
| 1999 (6.) | Policie New York       | Bill Brochtrup, Gordon Clapp, Kim Delaney, Dennis Franz, James McDaniel, Rick Schroder, Andrea Thompsonová, Nicholas Turturro                                                                                |
| 1999 (6.) | Advokáti               | Michael Badalucco, Lara Flynn Boylová, Lisa Gay Hamilton, Steve Harris, Camryn Manheim, Dylan McDermott, Marla Sokoloff, Kelli Williams                                                                      |

### 2000–2009
| Rok        | Seriál               | Členové obsazení |
| ---------- | -------------------- | --- |
| 2000 (7.)  | Západní křídlo       | Dulé Hill, Allison Janney, Moira Kelly, Rob Lowe, Janel Moloney, Richard Schiff, Martin Sheen, John Spencer, Bradley Whitford |
| 2000 (7.)  | Pohotovost           | Anthony Edwards, Laura Innes, Alex Kingston, Eriq La Salle, Julianna Margulies, Kellie Martin, Paul McCrane, Michael Michele, Ming-Na Wen, Erik Palladino, Maura Tierney, Goran Visnjic, Noah Wyle |
| 2000 (7.)  | Zákon a pořádek      | Angie Harmon, Jesse L. Martin, S. Epatha Merkerson, Jerry Orbach, Sam Waterston, Dianne Wiest |
| 2000 (7.)  | Advokáti             | Michael Badalucco, Lara Flynn Boylová, Lisa Gay Hamilton, Steve Harris, Camryn Manheim, Dylan McDermott, Marla Sokoloff, Kelli Williams |
| 2000 (7.)  | Rodina Sopránů       | Lorraine Bracco, Dominic Chianese, Drea de Matteo, Edie Falco, James Gandolfini, Robert Iler, Michael Imperioli, Nancy Marchand, Vincent Pastore, David Proval, Jamie-Lynn Sigler, Tony Sirico, Aida Turturro, Steve Van Zandt                                                                                                 |
| 2001 (8.)  | Západní křídlo       | Dulé Hill, Allison Janney, Rob Lowe, Janel Moloney, Richard Schiff, Martin Sheen, John Spencer, Bradley Whitford |
| 2001 (8.)  | Kriminálka Las Vegas | Gary Dourdan, George Eads, Jorja Fox, Paul Guilfoyle, Robert David Hall, Marg Helgenberger, William L. Petersen, Eric Szmanda |
| 2001 (8.)  | Zákon a pořádek      | Jesse L. Martin, S. Epatha Merkerson, Jerry Orbach, Elisabeth Röhm, Sam Waterston, Dianne Wiest |
| 2001 (8.)  | Odpočívej v pokoji   | Lauren Ambrose, Frances Conroy, Rachel Griffiths, Michael C. Hall, Richard Jenkins, Peter Krause, Freddy Rodríguez, Jeremy Sisto, Mathew St. Patrick |
| 2001 (8.)  | Rodina Sopránů       | Lorraine Bracco, Federico Castelluccio, Dominic Chianese, Drea de Matteo, Edie Falco, James Gandolfini, Robert Iler, Michael Imperioli, Joe Pantoliano, Steve Schirripa, Jamie-Lynn Sigler, Tony Sirico, Aida Turturro, Steve Van Zandt, John Ventimiglia                                                                      |
| 2002 (9.)  | Odpočívej v pokoji   | Lauren Ambrose, Frances Conroy, Rachel Griffiths, Michael C. Hall, Peter Krause, Freddy Rodríguez, Mathew St. Patrick |
| 2002 (9.)  | Kriminálka Las Vegas | Gary Dourdan, George Eads, Jorja Fox, Paul Guilfoyle, Robert David Hall, Marg Helgenberger, William L. Petersen, Eric Szmanda |
| 2002 (9.)  | Rodina Sopránů       | Lorraine Bracco, Federico Castelluccio, Dominic Chianese, Vincent Curatola, Drea de Matteo, Edie Falco, James Gandolfini, Robert Iler, Michael Imperioli, Joe Pantoliano, Steve Schirripa, Jamie-Lynn Sigler, Tony Sirico, Aida Turturro, Steve Van Zandt, John Ventimiglia                                                    |
| 2002 (9.)  | 24 hodin             | Reiko Aylesworth, Xander Berkeley, Carlos Bernard, Jude Ciccolella, Sarah Clarke, Elisha Cuthbert, Michelle Forbesová, Laura Harris, Dennis Haysbert, Penny Johnsonová Jeraldová, Phillip Rhys, Kiefer Sutherland, Sarah Wynter                                                                                                |
| 2002 (9.)  | Západní křídlo       | Stockard Channing, Dulé Hill, Allison Janney, Rob Lowe, Joshua Malina, Janel Moloney, Mary-Louise Parker, Richard Schiff, Martin Sheen, John Spencer, Lily Tomlin, Bradley Whitford |
| 2003 (10.) | Odpočívej v pokoji   | Lauren Ambrose, Frances Conroy, Ben Foster, Rachel Griffiths, Michael C. Hall, Peter Krause, Peter Macdissi, Justina Machado, Freddy Rodríguez, Mathew St. Patrick, Lili Taylorová, Rainn Wilson |
| 2003 (10.) | Kriminálka Las Vegas | Gary Dourdan, George Eads, Jorja Fox, Paul Guilfoyle, Robert David Hall, Marg Helgenberger, William L. Petersen, Eric Szmanda |
| 2003 (10.) | Zákon a pořádek      | Jesse L. Martin, S. Epatha Merkerson, Jerry Orbach, Elisabeth Röhm, Fred Dalton Thompson, Sam Waterston |
| 2003 (10.) | Západní křídlo       | Stockard Channing, Dulé Hill, Allison Janney, Joshua Malina, Janel Moloney, Richard Schiff, Martin Sheen, John Spencer, Bradley Whitford |
| 2003 (10.) | Beze stopy           | Eric Close, Marianne Jean-Baptiste, Anthony LaPaglia, Poppy Montgomery, Enrique Murciano |
| 2004 (11.) | Kriminálka Las Vegas | Gary Dourdan, George Eads, Jorja Fox, Paul Guilfoyle, Robert David Hall, Marg Helgenberger, William L. Petersen, Eric Szmanda |
| 2004 (11.) | Odpočívej v pokoji   | Lauren Ambrose, Frances Conroy, James Cromwell, Idalis DeLeon, Peter Facinelli, Ben Foster, Sprague Grayden, Rachel Griffiths, Michael C. Hall, Peter Krause, Justina Machado, Freddy Rodríguez, Mathew St. Patrick, Mena Suvari, Justin Theroux                                                                               |
| 2004 (11.) | Rodina Sopránů       | Lorraine Bracco, Steve Buscemi, Dominic Chianese, Vincent Curatola, Drea de Matteo, Jamie-Lynn DiScala, Edie Falco, James Gandolfini, Robert Iler, Michael Imperioli, Steve Schirripa, Tony Sirico, Aida Turturro, Steve Van Zandt, John Ventimiglia                                                                           |
| 2004 (11.) | 24 hodin             | Reiko Aylesworth, Carlos Bernard, Elisha Cuthbert, James Badge Dale, Joaquim de Almeida, Dennis Haysbert, Mary Lynn Rajskub, Paul Schulze, Kiefer Sutherland |
| 2004 (11.) | Západní křídlo       | Stockard Channing, Kristin Chenoweth, Dulé Hill, Allison Janney, Joshua Malina, Mary McCormack, Janel Moloney, Richard Schiff, Martin Sheen, John Spencer, Lily Tomlin, Bradley Whitford |
| 2005 (12.) | Ztraceni             | Adewale Akinnuoye-Agbaje, Naveen Andrews, Emilie de Ravin, Matthew Fox, Jorge Garcia, Maggie Grace, Josh Holloway, Malcolm David Kelley, Daniel Dae Kim, Yunjin Kim, Evangeline Lilly, Dominic Monaghan, Terry O'Quinn, Harold Perrineau, Michelle Rodriguez, Ian Somerhalder, Cynthia Watros                                  |
| 2005 (12.) | Closer               | G.W. Bailey, Anthony John Denison, Robert Gossett, Corey Reynolds, Kyra Sedgwick, J.K. Simmons, Jon Tenney |
| 2005 (12.) | Chirurgové           | Justin Chambers, Patrick Dempsey, Katherine Heiglová, T.R. Knight, Sandra Oh, James Pickens Jr., Ellen Pompeo, Kate Walsh, Isaiah Washington, Chandra Wilson |
| 2005 (12.) | Odpočívej v pokoji   | Lauren Ambrose, Joanna Cassidy, Frances Conroy, James Cromwell, Rachel Griffiths, Michael C. Hall, Tina Holmes, Peter Krause, Justina Machado, Freddy Rodríguez, Jeremy Sisto, Mathew St. Patrick |
| 2005 (12.) | Západní křídlo       | Alan Alda, Kristin Chenoweth, Janeane Garofalo, Dulé Hill, Allison Janney, Joshua Malina, Mary McCormack, Janel Moloney, Teri Polo, Richard Schiff, Martin Sheen, Jimmy Smits, John Spencer, Bradley Whitford |
| 2006 (13.) | Chirurgové           | Justin Chambers, Eric Dane, Patrick Dempsey, Katherine Heiglová, T.R. Knight, Sandra Oh, James Pickens Jr., Ellen Pompeo, Sara Ramirez, Kate Walsh, Isaiah Washington, Chandra Wilson |
| 2006 (13.) | Kauzy z Bostonu      | Rene Auberjonois, Candice Bergen, Craig Bierko, Julie Bowen, William Shatner, James Spader, Mark Valley |
| 2006 (13.) | Deadwood             | Jim Beaver, Powers Boothe, Sean Bridgers, W. Earl Brown, Dayton Callie, Brian Cox, Kim Dickens, Brad Dourif, Anna Gunn, John Hawkes, Jeffrey Jones, Paula Malcomson, Gerald McRaney, Ian McShane, Timothy Olyphant, Molly Parker, Leon Rippy, William Sanderson, Brent Sexton, Bree Seanna Wall, Robin Weigert, Titus Welliver |
| 2006 (13.) | Rodina Sopránů       | Sharon Angela, Lorraine Bracco, Max Casella, Dominic Chianese, Edie Falco, James Gandolfini, Joseph R. Gannascoli, Dan Grimaldi, Robert Iler, Michael Imperioli, Steven R. Schirripa, Jamie-Lynn Sigler, Tony Sirico, Aida Turturro, Maureen Van Zandt, Steven Van Zandt, Frank Vincent                                        |
| 2006 (13.) | 24 hodin             | Jayne Atkinson, Jude Ciccolella, Roger Cross, Gregory Itzin, Louis Lombardi, James Morrison, Glenn Morshower, Mary Lynn Rajskub, Kim Raver, Jean Smart, Kiefer Sutherland |
| 2007 (14.) | Rodina Sopránů       | Greg Antonacci, Lorraine Bracco, Edie Falco, James Gandolfini, Dan Grimaldi, Robert Iler, Michael Imperioli, Arthur J. Nascarella, Steve Schirripa, Matt Servitto, Jamie-Lynn Sigler, Tony Sirico, Aida Turturro, Steve Van Zandt, Frank Vincent                                                                               |
| 2007 (14.) | Kauzy z Bostonu      | Rene Auberjonois, Candice Bergen, Julie Bowen, Saffron Burrowsová, Christian Clemenson, Taraji P. Henson, John Larroquette, William Shatner, James Spader, Tara Summers, Mark Valley, Gary Anthony Williams, Constance Zimmer                                                                                                  |
| 2007 (14.) | Closer               | G.W. Bailey, Michael Paul Chan, Raymond Cruz, Anthony John Denison, Robert Gossett, Phillip P. Keene, Gina Ravera, Corey Reynolds, Kyra Sedgwick, J.K. Simmons, Jon Tenney |
| 2007 (14.) | Chirurgové           | Justin Chambers, Eric Dane, Patrick Dempsey, Katherine Heiglová, T.R. Knight, Chyler Leigh, Sandra Oh, James Pickens Jr., Ellen Pompeo, Sara Ramirez, Elizabeth Reaserová, Brooke Smith, Kate Walsh, Isaiah Washington, Chandra Wilson                                                                                         |
| 2007 (14.) | Šílenci z Manhattanu | Bryan Batt, Anne Dudek, Michael Gladis, Jon Hamm, Christina Hendricks, January Jones, Vincent Kartheiser, Robert Morse, Elisabeth Mossová, Maggie Siff, John Slattery, Rich Sommer, Aaron Staton |
| 2008 (15.) | Šílenci z Manhattanu | Bryan Batt, Alison Brie, Michael Gladis, Jon Hamm, Aaron Hart, Christina Hendricks, January Jones, Vincent Kartheiser, Mark Moses, Elisabeth Mossová, Kiernan Shipka, John Slattery, Rich Sommer, Aaron Staton |
| 2008 (15.) | Kauzy z Bostonu      | Candice Bergen, Saffron Burrowsová, Christian Clemenson, Taraji P. Henson, John Larroquette, William Shatner, James Spader, Tara Summers, Gary Anthony Williams |
| 2008 (15.) | Closer               | G.W. Bailey, Michael Paul Chan, Raymond Cruz, Anthony John Denison, Robert Gossett, Phillip P. Keene, Gina Ravera, Corey Reynolds, Kyra Sedgwick, J.K. Simmons, Jon Tenney |
| 2008 (15.) | Dexter               | Preston Bailey, Julie Benz, Jennifer Carpenterová, Valerie Cruz, Kristin Dattilo, Michael C. Hall, Desmond Harrington, C.S. Lee, Jason Manuel Olazabal, David Ramsey, James Remar, Christina Robinson, Jimmy Smits, Lauren Vélez, David Zayas                                                                                  |
| 2008 (15.) | Dr. House            | Lisa Edelstein, Omar Epps, Peter Jacobson, Hugh Laurie, Robert Sean Leonard, Jennifer Morrisonová, Kal Penn, Jesse Spencer, Olivia Wildeová |
| 2009 (16.) | Šílenci z Manhattanu | Alexa Alemanni, Bryan Batt, Jared S. Gilmore, Michael Gladis, Jon Hamm, Jared Harris, Christina Hendricks, January Jones, Vincent Kartheiser, Robert Morse, Elisabeth Mossová, Kiernan Shipka, John Slattery, Rich Sommer, Christopher Stanley, Aaron Staton                                                                   |
| 2009 (16.) | Closer               | G.W. Bailey, Michael Paul Chan, Raymond Cruz, Anthony John Denison, Robert Gossett, Phillip P. Keene, Corey Reynolds, Kyra Sedgwick, J.K. Simmons, Jon Tenney |
| 2009 (16.) | Dexter               | Preston Bailey, Julie Benz, Jennifer Carpenterová, Brando Eaton, Courtney Ford, Michael C. Hall, Desmond Harrington, C.S. Lee, John Lithgow, Rick Peters, James Remar, Christina Robinson, Lauren Vélez, David Zayas |
| 2009 (16.) | Dobrá manželka       | Christine Baranski, Josh Charles, Matt Czuchry, Julianna Margulies, Archie Panjabi, Graham Phillips, Makenzie Vega |
| 2009 (16.) | Pravá krev           | Chris Bauer, Mehcad Brooks, Anna Campová, Nelsan Ellis, Michelle Forbesová, Mariana Klaveno, Ryan Kwanten, Todd Lowe, Michael McMillian, Stephen Moyer, Anna Paquin, Jim Parrack, Carrie Preston, William Sanderson, Alexander Skarsgård, Sam Trammell, Rutina Wesley, Deborah Ann Woll                                        |

### 2010–2019
| Rok        | Seriál                           | Členové obsazení |
| ---------- | -------------------------------- | --- |
| 2010 (17.) | Impérium – Mafie v Atlantic City | Greg Antonacci, Steve Buscemi, Dabney Coleman, Stephen Graham, Paz de la Huerta, Anthony Laciura, Kelly Macdonaldová, Gretchen Mol, Aleksa Palladino, Vincent Piazza, Michael Pitt, Michael Shannon, Paul Sparks, Michael Stuhlbarg, Erik Weiner, Shea Whigham |
| 2010 (17.) | Closer                           | G. W. Bailey, Michael Paul Chan, Raymond Cruz, Robert Gossett, Tony Denison, Corey Reynolds, Kyra Sedgwick, J. K. Simmons, Jon Tenney |
| 2010 (17.) | Dexter                           | Julie Benz, Jennifer Carpenterová, Michael C. Hall, Desmond Harrington, C. S. Lee, Jonny Lee Miller, James Remar, Julia Stiles, Lauren Velez, David Zayas |
| 2010 (17.) | Dobrá manželka                   | Christine Baranski, Josh Charles, Alan Cumming, Matt Czuchry, Julianna Margulies, Chris Noth, Archie Panjabi, Graham Phillips |
| 2010 (17.) | Šílenci z Manhattanu             | Jon Hamm, Jared Harris, Christina Hendricks, January Jones, Vincent Kartheiser, Robert Morse, Elisabeth Mossová, Kiernan Shipka, John Slattery, Rich Sommer, Aaron Staton |
| 2011 (18.) | Impérium – Mafie v Atlantic City | Steve Buscemi, Dominic Chianese, Robert Clohessy, Dabney Coleman, Charlie Cox, Josie Gallina, Lucy Gallina, Stephen Graham, Jack Huston, Anthony Laciura, Heather Lind, Kelly Macdonaldová, Declan McTigue, Rory McTigue, Gretchen Mol, Brady Noon, Connor Noon, Kevin O'Rourke, Aleksa Palladino, Jacqueline Pennewill, Vincent Piazza, Michael Pitt, Michael Shannon, Paul Sparks, Michael Stuhlbarg, Peter Van Wagner, Shea Whigham, Michael Kenneth Williams, Anatol Yusef                                                                      |
| 2011 (18.) | Perníkový táta                   | Jonathan Banks, Betsy Brandt, Bryan Cranston, Giancarlo Esposito, Anna Gunn, RJ Mitte, Dean Norris, Bob Odenkirk, Aaron Paul |
| 2011 (18.) | Dexter                           | Billy Brown, Jennifer Carpenterová, Josh Cooke, Aimee Garcia, Michael C. Hall, Colin Hanks, Desmond Harrington, Rya Kihlstedt, C.S. Lee, Edward James Olmos, James Remar, Lauren Vélez, David Zayas |
| 2011 (18.) | Hra o trůny                      | Amrita Acharia, Mark Addy, Alfie Allen, Josef Altin, Sean Bean, Susan Brown, Emilia Clarkeová, Nikolaj Coster-Waldau, Peter Dinklage, Ron Donachie, Michelle Fairleyová, Jerome Flynn, Elyes Gabel, Aidan Gillen, Jack Gleeson, Iain Glen, Julian Glover, Kit Harington, Lena Headeyová, Isaac Hempstead Wright, Conleth Hill, Richard Madden, Jason Momoa, Rory McCann, Ian McElhinney, Luke McEwan, Roxanne McKee, Dar Salim, Mark Stanley, Donald Sumpter, Sophie Turner, Maisie Williamsová                                                     |
| 2011 (18.) | Dobrá manželka                   | Christine Baranski, Josh Charles, Alan Cumming, Matt Czuchry, Julianna Margulies, Chris Noth, Archie Panjabi, Graham Phillips, Makenzie Vega |
| 2012 (19.) | Panství Downton                  | Hugh Bonneville, Zoe Boyle, Laura Carmichael, Jim Carter, Brendan Coyle, Michelle Dockeryová, Jessica Brown Findlay, Siobhan Finneran, Joanne Froggatt, Iain Glen, Thomas Howes, Rob James-Collier, Allen Leech, Phyllis Logan, Elizabeth McGovern, Sophie McShera, Lesley Nicol, Amy Nuttall, David Robb, Maggie Smithová, Dan Stevens, Penelope Wilton |
| 2012 (19.) | Impérium – Mafie v Atlantic City | Steve Buscemi, Chris Caldovino, Bobby Cannavale, Meg Chambers Steedle, Charlie Cox, Jack Huston, Patrick Kennedy, Anthony Laciura, Kelly Macdonaldová, Gretchen Mol, Vincent Piazza, Michael Shannon, Paul Sparks, Michael Stuhlbarg, Shea Whigham, Michael Kenneth Williams, Anatol Yusef |
| 2012 (19.) | Perníkový táta                   | Jonathan Banks, Betsy Brandt, Bryan Cranston, Laura Fraser, Anna Gunn, RJ Mitte, Dean Norris, Bob Odenkirk, Aaron Paul, Jesse Plemons, Steven Michael Quezada |
| 2012 (19.) | Šílenci z Manhattanu             | Ben Feldman, Jay R. Ferguson, Jon Hamm, Jared Harris, Christina Hendricks, January Jones, Vincent Kartheiser, Robert Morse, Elisabeth Mossová, Jessica Paré, Teyonah Parris, Kiernan Shipka, John Slattery, Rich Sommer, Aaron Staton |
| 2012 (19.) | Ve jménu vlasti                  | Morena Baccarin, Timothee Chalamet, Claire Danes, Rupert Friend, David Harewood, Diego Klattenhoff, Damian Lewis, David Marciano, Navid Negahban, Jackson Pace, Mandy Patinkin, Zuleikha Robinson, Morgan Saylor, Jamey Sheridan |
| 2013 (20.) | Perníkový táta                   | Michael Bowen, Betsy Brandt, Bryan Cranston, Lavell Crawford, Tait Fletcher, Laura Fraser, Anna Gunn, Matthew T. Metzler, RJ Mitte, Dean Norris, Bob Odenkirk, Aaron Paul, Jesse Plemons, Steven Michael Quezada, Kevin Rankin, Patrick Sane |
| 2013 (20.) | Impérium – Mafie v Atlantic City | Patricia Arquette, Margot Bingham, Steve Buscemi, Brian Geraghty, Stephen Graham, Erik LaRay Harvey, Jack Huston, Ron Livingston, Domenick Lombardozzi, Gretchen Mol, Ben Rosenfield, Michael Stuhlbarg, Jacob Ware, Shea Whigham, Jeffrey Wright |
| 2013 (20.) | Panství Downton                  | Hugh Bonneville, Laura Carmichael, Jim Carter, Brendan Coyle, Michelle Dockeryová, Jessica Brown Findlay, Siobhan Finneran, Joanne Froggatt, Rob James-Collier, Allen Leech, Phyllis Logan, Elizabeth McGovern, Sophie McShera, Matt Milne, Lesley Nicol, Amy Nuttall, David Robb, Maggie Smithová, Ed Speleers, Dan Stevens, Cara Theobold, Penelope Wilton |
| 2013 (20.) | Hra o trůny                      | Alfie Allen, John Bradley-West, Oona Chaplin, Gwendoline Christie, Emilia Clarkeová, Nikolaj Coster-Waldau, Mackenzie Crook, Charles Dance, Joe Dempsie, Peter Dinklage, Natalie Dormerová, Nathalie Emmanuel, Michelle Fairleyová, Jack Gleeson, Iain Glen, Kit Harington, Lena Headeyová, Isaac Hempstead-Wright, Kristofer Hivju, Paul Kaye, Sibel Kekilli, Rose Leslie, Richard Madden, Rory McCann, Michael McElhatton, Ian McElhinney, Philip McGinley, Hannah Murrayová, Iwan Rheon, Sophie Turner, Carice van Houtenová, Maisie Williamsová |
| 2013 (20.) | Ve jménu vlasti                  | F. Murray Abraham, Sarita Choudhury, Claire Danes, Rupert Friend, Tracy Letts, Damian Lewis, Mandy Patinkin, Morgan Saylor |
| 2014 (21.) | Panství Downton                  | Hugh Bonneville, Laura Carmichael, Jim Carter, Brendan Coyle, Michelle Dockeryová, Kevin Doyle, Joanne Froggatt, Lily James, Rob James-Collier, Allen Leech, Phyllis Logan, Elizabeth McGovern, Sophie McShera, Matt Milne, David Robb, Maggie Smithová, Ed Speleers, Cara Theobold, Penelope Wilton, Andrew Scarborough |
| 2014 (21.) | Impérium – Mafie v Atlantic City | Steve Buscemi, Paul Calderon, Nicholas Calhoun, Louis Cancelmi, John Ellison Conlee, Michael Countryman, Stephen Graham, Domenick Lombardozzi, Noah Lyons, Kelly Macdonaldová, Boris McGiver, Vincent Piazza, Paul Sparks, Travis Tope, Shea Whigham, Anatol Yusef, Michael Zegen |
| 2014 (21.) | Hra o trůny                      | Alfie Allen, Josef Altin, Jacob Anderson, John Bradley-West, Dominic Carter, Gwendoline Christie, Emilia Clarkeová, Nikolaj Coster-Waldau, Ben Crompton, Charles Dance, Peter Dinklage, Natalie Dormerová, Nathalie Emmanuel, Iain Glen, Julian Glover, Kit Harington, Lena Headeyová, Conleth Hill, Rory McCann, Ian McElhinney, Pedro Pascal, Daniel Portman, Mark Stanley, Sophie Turner, Maisie Williamsová |
| 2014 (21.) | Ve jménu vlasti                  | Numan Acar, Nazanin Boniadi, Claire Danes, Rupert Friend, Raza Jaffrey, Nimrat Kaur, Tracy Letts, Mark Moses, Michael O'Keefe, Mandy Patinkin, Laila Robins, Maury Sterling |
| 2014 (21.) | Dům z karet                      | Mahershala Ali, Jayne Atkinson, Rachel Brosnahanová, Derek Cecil, Nathan Darrow, Michel Gill, Joanna Going, Sakina Jaffrey, Michael Kelly, Mozhan Marno, Gerald McRaney, Molly Parker, Jimmi Simpson, Kevin Spacey, Robin Wrightová |
| 2015 (22.) | Panství Downton                  | Hugh Bonneville, Laura Carmichael, Jim Carter, Raquel Cassidy, Brendan Coyle, Tom Cullen, Michelle Dockeryová, Kevin Doyle, Joanne Froggatt, Lily James, Rob James-Collier, Allen Leech, Phyllis Logan, Elizabeth McGovern, Sophie McShera, Lesley Nicol, Julian Ovenden, David Robb, Maggie Smithová, Ed Speleers, Penelope Wilton |
| 2015 (22.) | Hra o trůny                      | Alfie Allen, Ian Beattie, John Bradley-West, Gwendoline Christie, Emilia Clarkeová, Michael Condron, Nikolaj Coster-Waldau, Ben Crompton, Liam Cunningham, Stephen Dillane, Peter Dinklage, Nathalie Emmanuel, Tara Fitzgeraldová, Jerome Flynn, Brian Fortune, Joel Fry, Aiden Gillen, Iain Glen, Kit Harington, Lena Headeyová, Michiel Huisman, Hannah Murrayová, Brenock O'Connor, Daniel Portman, Diana Rigg, Iwan Rheon, Owen Teale, Sophie Turner, Carice van Houtenová, Indira Varma, Maisie Williamsová, Tom Wlaschiha                     |
| 2015 (22.) | Ve jménu vlasti                  | F. Murray Abraham, Atheer Adel, Claire Danes, Alexander Fehling, Rupert Friend, Nina Hossová, René Ifrah, Mark Ivanir, Sebastian Koch, Miranda Otto, Mandy Patinkin, Sarah Sokolovic |
| 2015 (22.) | Dům z karet                      | Mahershala Ali, Derek Cecil, Nathan Darrow, Michael Kelly, Elizabeth Marvel, Molly Parker, Jimmi Simpson, Kevin Spacey, Robin Wrightová |
| 2015 (22.) | Šílenci z Manhattanu             | Sola Bamis, Stephanie Drake, Jay R. Ferguson, Bruce Greenwood, Jon Hamm, Christina Hendricks, January Jones, Vincent Kartheiser, Elisabeth Mossová, Kevin Rahm, Kiernan Shipka, John Slattery, Rich Sommer, Aaron Staton, Mason Vale Cotton |
| 2016 (23.) | Stranger Things                  | Millie Bobby Brownová, Cara Buono, Joe Chrest, Natalia Dyer, David Harbour, Charlie Heaton, Joe Keery, Gaten Matarazzo, Caleb McLaughlin, Matthew Modine, Rob Morgan, John Paul Reynolds, Winona Ryder, Noah Schnapp, Mark Steger, Finn Wolfhard |
| 2016 (23.) | Koruna                           | Claire Foy, Clive Francis, Harry Hadden-Paton, Victoria Hamilton, Daniel Ings, Billy Jenkins, Vanessa Kirby, John Lithgow, Lizzy McInnerny, Ben Miles, Jeremy Northam, Nicholas Rowe, Matt Smith, Pip Torrens, Harriet Walterová |
| 2016 (23.) | Panství Downton                  | Samantha Bond, Hugh Bonneville, Patrick Brennan, Laura Carmichael, Jim Carter, Raquel Cassidy, Paul Copley, Brendan Coyle, Michelle Dockeryová, Kevin Doyle, Michael C. Fox, Joanne Froggatt, Matthew Goode, Harry Hadden-Paton, Rob James-Collier, Sue Johnston, Allen Leech, Phyllis Logan, Elizabeth McGovern, Sophie McShera, Lesley Nicol, Douglas Reith, David Robb, Maggie Smithová, Jeremy Swift, Howard Ward, Penelope Wilton |
| 2016 (23.) | Hra o trůny                      | Alfie Allen, Jacob Anderson, Dean-Charles Chapman, Emilia Clarkeová, Nikolaj Coster-Waldau, Liam Cunningham, Peter Dinklage, Nathalie Emmanuel, Kit Harington, Lena Headeyová, Conleth Hill, Kristofer Hivju, Michiel Huisman, Faye Marsay, Jonathan Pryce, Sophie Turner, Carice van Houtenová, Gemma Whelan, Maisie Williamsová |
| 2016 (23.) | Westworld                        | Ben Barnes, Ingrid Bolsø Berdal, Ed Harris, Luke Hemsworth, Anthony Hopkins, Sidse Babett Knudsen, James Marsden, Leonardo Nam, Thandie Newton, Talulah Riley, Rodrigo Santoro, Angela Sarafyan, Jimmi Simpson, Ptolemy Slocum, Evan Rachel Woodová, Shannon Woodward, Jeffrey Wright |
| 2017 (24.) | Tohle jsme my                    | Eris Baker, Alexandra Breckenridge, Sterling K. Brown, Lonnie Chavis, Justin Hartley, Faithe Herman, Ron Cephas Jones, Chrissy Metz, Mandy Moore, Chris Sullivan, Milo Ventimiglia, Susan Kelechi Watson a Hannah Zeile |
| 2017 (24.) | Koruna                           | Claire Foy, Victoria Hamilton, Vanessa Kirby, Anton Lesser a Matt Smith |
| 2017 (24.) | Příběh služebnice                | Madeline Brewer, Amanda Brugel, Ann Dowd, O. T. Fagbenle, Joseph Fiennes, Tattiawna Jones, Max Minghella, Elisabeth Mossová, Yvonne Strahovski a Samira Wiley |
| 2017 (24.) | Hra o trůny                      | Alfie Allen, Jacob Anderson, Pilou Asbæk, Hafþór Júlíus Björnsson, John Bradley, Jim Broadbent, Gwendoline Christie, Emilia Clarkeová, Nikolaj Coster-Waldau, Liam Cunningham, Peter Dinklage, Richard Dormer, Nathalie Emmanuel, James Faulkner, Jerome Flynn, Aidan Gillen, Iain Glen, Kit Harington, Lena Headeyová, Isaac Hempstead Wright, Conleth Hill, Kristofer Hivju, Tom Hopper, Anton Lesser, Rory McCann, Staz Nair, Richard Rycroft, Sophie Turner, Rupert Vansittart a Maisie Williamsová                                             |
| 2017 (24.) | Stranger Things                  | Sean Astin, Millie Bobby Brownová, Cara Buono, Joe Chrest, Catherine Curtin, Natalia Dyer, David Harbour, Charlie Heaton, Joe Keery, Gaten Matarazzo, Caleb McLaughlin, Winona Ryder, Paul Reiser, Noah Schnapp, Sadie Sink a Finn Wolfhard |
| 2018 (25.) | Tohle jsme my                    | Eris Baker, Alexandra Breckenridge, Sterling K. Brown, Niles Fitch, Mackenzie Hancsicsak, Justin Hartley, Faithe Herman, Jon Huertas, Melanie Liburd, Chrissy Metz, Mandy Moore, Lyric Ross, Chris Sullivan, Milo Ventimiglia, Susan Kelechi Watson a Hannah Zeile |
| 2018 (25.) | Takoví normální Američané        | Anthony Arkin, Scott Cohen, Brandon J. Dirden, Noah Emmerich, Laurie Holden, Margo Martindale, Matthew Rhys, Costa Ronin, Keri Russellová, Keidrich Sellati, Miriam Shor a Holly Taylor |
| 2018 (25.) | Volejte Saulovi                  | Jonathan Banks, Rainer Bock, Ray Campbell, Giancarlo Esposito, Michael Mando, Bob Odenkirk a Rhea Seehorn |
| 2018 (25.) | Příběh služebnice                | Alexis Bledel, Madeline Brewer, Amanda Brugel, Ann Dowd, O. T. Fagbenle, Joseph Fiennes, Nina Kiri, Max Minghella, Elisabeth Mossová, Yvonne Strahovski, Sydney Sweeney a Bahia Watson |
| 2018 (25.) | Ozark                            | Jason Bateman, Lisa Emery, Skylar Gaertner, Julia Garner, Darren Goldstein, Jason Butler Harner, Carson Holmes, Sofia Hublitzová, Laura Linneyová, Trevor Long, Janet McTeer, Peter Mullan, Jordana Spiro, Charlie Tahan, Robert Treveiler a Harris Yulin |
| 2019 (26.) | Koruna                           | Marion Bailey, Helena Bonham Carter, Olivia Colmanová, Charles Dance, Ben Daniels, Erin Doherty, Charles Edwards, Tobias Menzies, Josh O'Connor, Sam Phillips, David Rintoul a Jason Watkins |
| 2019 (26.) | Sedmilhářky                      | Ian Armitage, Darby Camp, Cameron Crovetti, Nicholas Crovetti, Laura Dern, Martin Donovan, Merrin Dungey, Crystal Fox, Ivy George, Nicole Kidman, Zoë Kravitz, Kathryn Newton, Jeffrey Nordling, Denis O'Hare, Adam Scott, Alexander Skarsgård, Douglas Smith, Meryl Streepová, James Tupper, Robin Weigert, Reese Witherspoonová a Shailene Woodley |
| 2019 (26.) | Hra o trůny                      | Alfie Allen, Pilou Asbæk, Jacob Anderson, John Bradley, Gwendoline Christie, Emilia Clarkeová, Nikolaj Coster-Waldau, Ben Crompton, Liam Cunningham, Joe Dempsie, Peter Dinklage, Richard Dormer, Nathalie Emmanuel, Jerome Flynn, Iain Glen, Kit Harington, Lena Headeyová, Isaac Hempstead Wright, Conleth Hill, Kristofer Hivju, Rory McCann, Hannah Murray, Staz Nair, Daniel Portman, Bella Ramsey, Richard Rycroft, Sophie Turner, Rupert Vansittart a Maisie Williamsová                                                                     |
| 2019 (26.) | Příběh služebnice                | Alexis Bledel, Madeline Brewer, Amanda Brugel, Ann Dowd, O. T. Fagbenle, Joseph Fiennes, Kristen Gutoskie, Nina Kiri, Ashleigh LaThrop, Elisabeth Mossová, Yvonne Strahovski, Bahia Watson, Bradley Whitford a Samira Wiley |
| 2019 (26.) | Stranger Things                  | Millie Bobby Brownová, Cara Buono, Jake Busey, Natalia Dyer, Cary Elwes, Priah Ferguson, Brett Gelman, David Harbour, Maya Hawkeová, Charlie Heaton, Andrey Ivchenko, Joe Keery, Gaten Matarazzo, Caleb McLaughlin, Dacre Montgomery, Michael Park, Francesca Reale, Winona Ryder, Noah Schnapp, Sadie Sink a Finn Wolfhard |

### 2020–⁠2029
| Rok        | Seriál              | Členové obsazení |
| ---------- | ------------------- | --- |
| 2020 (27.) | Koruna              | Gillian Andersonová, Marion Bailey, Helena Bonham Carterová, Stephen Boxer, Olivia Colmanová, Emma Corrin, Erin Doherty, Charles Edwards, Emerald Fennell, Tobias Menzies, Josh O'Connor a Sam Phillips |
| 2020 (27.) | Volejte Saulovi     | Jonathan Banks, Tony Dalton, Giancarlo Esposito, Patrick Fabian, Michael Mando, Bob Odenkirk a Rhea Seehorn |
| 2020 (27.) | Bridgertonovi       | Adjoa Andoh, Julie Andrewsová, Lorraine Ashbourne, Jonathan Bailey, Ruby Barker, Jason Barnett, Sabrina Bartlett, Joanna Bobin, Harriet Cains, Bessie Carter, Nicola Coughlanová, Kathryn Drysdale, Phoebe Dynevor, Ruth Gemmell, Florence Hunt, Martins Imhangbe, Claudia Jessie, Jessica Madsen, Molly McGlynn, Ben Miller, Luke Newton, Julian Ovenden, Regé-Jean Page, Golda Rosheuvel, Hugh Sachs, Luke Thompson, Will Tilston a Polly Walker |
| 2020 (27.) | Lovecraftova země   | Jamie Chung, Aunjanue Ellis, Jada Harris, Abbey Lee, Jonathan Majors, Wunmi Mosaku, Jordan Patrick Smith, Jurnee Smollett a Michael Kenneth Williams |
| 2020 (27.) | Ozark               | Jason Bateman, McKinley Belcher III, Jessica Frances Dukes, Lisa Emery, Skylar Gaertner, Julia Garner, Sofia Hublitz, Kevin L. Johnson, Laura Linneyová, Janet McTeer, Tom Pelphrey, Joseph Sikora, Felix Solis, Charlie Tahan a Madison Thompson |
| 2021 (28.) | Boj o moc           | Nicholas Braun, Juliana Canfield, Brian Cox, Kieran Culkin, Dagmara Domińczyk, Peter Friedman, Jihae, Justine Lupe, Matthew Macfadyen, Dasha Nekrasova, Scott Nicholson, David Rasche, Alan Ruck, J. Smith-Cameron, Sarah Snook, Fisher Stevens, Jeremy Strong, Zoë Winters |
| 2021 (28.) | Příběh služebnice   | Alexis Bledel, Madeline Brewer, Amanda Brugel, Ann Dowd, O. T. Fagbenle, Joseph Fiennes, Sam Jaeger, Max Minghella, Elisabeth Mossová, Yvonne Strahovski, Bradley Whitford a Samira Wiley |
| 2021 (28.) | The Morning Show    | Jennifer Aniston, Shari Belafonte, Eli Bildner, Néstor Carbonell, Steve Carell, Billy Crudup, Mark Duplass, Amber Friendly, Janina Gavankar, Valeria Golinová, Tara Karsian, Hannah Leder, Greta Lee, Julianna Margulies, Joe Marinelli, Michelle Meredith, Ruairi O'Connor, Joe Pacheco, Karen Pittman, Victoria Tate, Desean Terry a Reese Witherspoonová |
| 2021 (28.) | Hra na oliheň       | I Čong-dže, Pak He-su, Wi Ha-džun, Čong Ho-jon, Anupam Tripathi, Ho Song-tche, O Jong-su a Kim Ču-rjong |
| 2021 (28.) | Yellowstone         | Kelsey Asbille Chow, Wes Bentley, Ryan Bingham, Gil Birmingham, Ian Bohen, Eden Brolin, Kevin Costner, Hugh Dillon, Luke Grimes, Hassie Harrison, Cole Hauser, Jennifer Landon, Finn Little, Brecken Merrill, Will Patton, Piper Perabo, Kelly Reillyová, Denim Richards, Taylor Sheridan, Forrie J. Smith a Jefferson White |
| 2022 (29.) | Bílý lotos          | F. Murray Abraham, Paolo Camilli, Jennifer Coolidge, Adam DiMarco, Meghann Fahy, Federico Ferrante, Bruno Gouery, Beatrice Grannò, Jon Gries, Tom Hollander, Sabrina Impacciatore, Michael Imperioli, Theo James, Aubrey Plaza, Haley Lu Richardson, Eleonora Romandini, Federico Scribani, Will Sharpe, Simona Tabasco, Leo Woodall a Francesco Zecca |
| 2022 (29.) | Volejte Saulovi     | Jonathan Banks, Ed Begley Jr., Tony Dalton, Giancarlo Esposito, Patrick Fabian, Bob Odenkirk a Rhea Seehorn |
| 2022 (29.) | Koruna              | Elizabeth Debicki, Claudia Harrison, Andrew Havill, Lesley Manville, Jonny Lee Miller, Flora Montgomery, James Murray, Jonathan Pryce, Ed Sayer, Imelda Staunton, Marcia Warren, Dominic West a Olivia Williamsová |
| 2022 (29.) | Ozark               | Jason Bateman, Nelson Bonilla, Jessica Frances Dukes, Lisa Emery, Skylar Gaertner, Julia Garner, Alfonso Herrera, Sofia Hublitz, Kevin L. Johnson, Katrina Lenk, Laura Linneyová, Adam Rothenberg, Felix Solls, Charlie Tahan, Richard Thomas a Damian Young |
| 2022 (29.) | Odloučení           | Patricia Arquette, Michael Chernus, Zach Cherry, Michael Cumpsty, Dichen Lachman, Britt Lower, Adam Scott, Tramell Tillman, Jen Tullock, John Turturro a Christopher Walken |
| 2023 (30.) | Boj o moc           | Nicholas Braun, Juliana Canfield, Brian Cox, Kieran Culkin, Dagmara Domińczyk, Peter Friedman, Justine Lupe, Matthew Macfadyen, Arian Moayed, Scott Nicholson, David Rasche, Alan Ruck, Alexander Skarsgård, J. Smith-Cameron, Sarah Snooková, Fisher Stevens, Jeremy Strong a Zoë Winters |
| 2023 (30.) | Koruna              | Khalid Abdalla, Sebastian Blunt, Bertie Carvel, Salim Daw, Elizabeth Debicki, Luther Ford, Claudia Harrison, Lesley Manville, Ed McVey, James Murray, Jonathan Pryce, Imelda Staunton, Marcia Warren, Dominic West a Olivia Williamsová |
| 2023 (30.) | Pozlacený věk       | Ben Ahlers, Ashlie Atkinson, Christine Baranski, Denée Benton, Nicole Brydon Bloom, Michael Cerveris, Carrie Coon, Kelley Curran, Taissa Farmiga, David Furr, Jack Gilpin, Ward Horton, Louisa Jacobson, Simon Jones, Sullivan Jones, Celia Keenan-Bolger, Nathan Lane, Matilda Lawler, Robert Sean Leonard, Audra McDonald, Debra Monk, Donna Murphyová, Kristine Nielsen, Cynthia Nixonová, Kelli O'Hara, Patrick Page, Harry Richardson, Taylor Richardson, Blake Ritson, Jeremy Shamos, Douglas Sills, Morgan Spector, John Douglas Thompson a Erin Wilhelmi                                                                                               |
| 2023 (30.) | The Last of Us      | Pedro Pascal a Bella Ramsey |
| 2023 (30.) | The Morning Show    | Jennifer Aniston, Nicole Beharie, Shari Belafonte, Néstor Carbonell, Billy Crudup, Mark Duplass, Jon Hamm, Theo Iyer, Hannah Leder, Greta Lee, Julianna Margulies, Tig Notaro, Karen Pittman a Reese Witherspoonová |
| 2024 (31.) | Šógun               | Šin’nosuke Abe, Tadanobu Asano, Tommy Bastow, Takehiro Hira, Moeka Hoši, Hiromoto Ida, Cosmo Jarvis, Hiroto Kanai, Júki Kura, Takeši Kurokawa, Fumi Nikaido, Tokuma Nišioka, Hirojuki Sanada a Anna Sawai |
| 2024 (31.) | Bridgertonovi       | Geraldine Alexander, Victor Alli, Adjoa Andoh, Julie Andrewsová, Lorraine Ashbourne, Simone Ashleyová, Jonathan Bailey, Joe Barnes, Joanna Bobin, James Bryan, Harriet Cains, Bessie Carter, Genevieve Chenneour, Dominic Coleman, Nicola Coughlanová, Kitty Devlin, Hannah Dodd, Daniel Francis, Ruth Gemmell, Rosa Hesmondhalgh, Sesley Hope, Florence Hunt, Martins Imhangbe, Molly Jackson-Shaw, Claudia Jessie, Lorn Macdonald, Jessica Madsen, Emma Naomi, Hannah New, Luke Newton, Caleb Obediah, James Phoon, Vineeta Rishi, Golda Rosheuvel, Hugh Sachs, Banita Sandhu, Luke Thompson, Will Tilston, Polly Walker, Anna Wilson-Jones a Sophie Woolley |
| 2024 (31.) | Den šakala          | Khalid Abdalla, Jon Arias, Nick Blood, Úrsula Corberó, Charles Dance, Ben Hall, Chukwudi Iwuji, Patrick Kennedy, Puchi Lagarde, Lashana Lynch, Eleanor Matsuura, Jonjo O'Neill, Eddie Redmayne, Sule Rimi a Lia Williams |
| 2024 (31.) | Diplomatické vztahy | Ali Ahn, Sandy Amon-Schwartz, Tim Delap, Penny Downie, Ato Essandoh, David Gyasi, Celia Imrie, Rory Kinnear, Pearl Mackie, Nana Mensah, Graham Miller, Keri Russellová, Rufus Sewell, Adam Silver a Kenichiro Thomson |
| 2024 (31.) | Slow Horses         | Ruth Bradley, Tom Brooke, James Callis, Christopher Chung, Aimee-Ffion Edwards, Rosalind Eleazar, Sean Gilder, Kadiff Kirwan, Jack Lowden, Gary Oldman, Jonathan Pryce, Saskia Reeves, Joanna Scanlan, Kristin Scott Thomas, Hugo Weaving, Naomi Wirthner a Tom Wozniczka |

## Pořady s více vítězstvími
| 4 vítězství - Pohotovost (v řadě) 3 vítězství - Panství Downtown (dvě v řadě) | 2 vítězství - Koruna (v řadě) - Impérium – Mafie v Atlantic City (v řadě) - Šílenci z Manhattanu (v řadě) - Odpočívej v pokoji (v řadě) - Rodina Sopránů - Boj o moc - Tohle jsme my (v řadě) - Západní křídlo (v řadě) |